# Климов Ігор Володимирович
Ігор Володимирович Климов (рос. Игорь Владимирович Климов; нар. 1 червня 1962, Брянськ, РРФСР, СРСР) — казахський борець вільного стилю російського походження, срібний та бронзовий призер чемпіонатів Азії, срібний призер Азійських ігор, учасник Олімпійських ігор.

## Життєпис
Боротьбою почав займатися з 1974 року. На останньому в історії чемпіонаті СРСР з боротьби здобув срібну медаль, поступившись у фіналі Геннадію Жильцову.
Після розпаду Радяньского Союзу протягом 1992—1993 років на міжнародних турнірах представляв Росію. З 1994 року почав виступи за збірну Казахстану, у складі якої досяг основних успіхів.
Тренери — Амангазір Сісдіков (1992—98), Борис Веселов (з 1998).

## Спортивні результати на міжнародних змаганнях

### Виступи на Олімпіадах
| Змагання                    | Збірна    | Вагова категорія           | Місце |
| --------------------------- | --------- | -------------------------- | ----- |
| Літні Олімпійські ігри 1996 | Казахстан | вільна боротьба, до 130 кг | 15    |

### Виступи на Чемпіонатах світу
| Змагання                        | Збірна    | Вагова категорія           | Місце |
| ------------------------------- | --------- | -------------------------- | ----- |
| Чемпіонат світу з боротьби 1994 | Казахстан | вільна боротьба, до 130 кг | 11    |
| Чемпіонат світу з боротьби 1995 | Казахстан | вільна боротьба, до 130 кг | 6     |
| Чемпіонат світу з боротьби 1997 | Казахстан | вільна боротьба, до 130 кг | 17    |

### Виступи на Чемпіонатах Азії
| Змагання                       | Збірна    | Вагова категорія           | Місце  |
| ------------------------------ | --------- | -------------------------- | ------ |
| Чемпіонат Азії з боротьби 1995 | Казахстан | вільна боротьба, до 130 кг | Срібло |
| Чемпіонат Азії з боротьби 1996 | Казахстан | вільна боротьба, до 130 кг | Бронза |

### Виступи на Азійських іграх
| Змагання           | Збірна    | Вагова категорія           | Місце  |
| ------------------ | --------- | -------------------------- | ------ |
| Азійські ігри 1994 | Казахстан | вільна боротьба, до 130 кг | Срібло |
| Азійські ігри 1998 | Казахстан | вільна боротьба, до 130 кг | 4      |

### Виступи на інших змаганнях
| Змагання                           | Збірна    | Вагова категорія           | Місце  |
| ---------------------------------- | --------- | -------------------------- | ------ |
| Чемпіонат СРСР з боротьби 1991     | Казахстан | вільна боротьба, до 130 кг | Срібло |
| Гран-прі Німеччини з боротьби 1992 | Росія     | вільна боротьба, до 130 кг | 6      |
| Турнір Олександра Медведя 1993     | Росія     | вільна боротьба, до 130 кг | 6      |
| Гран-прі Німеччини з боротьби 1994 | Казахстан | вільна боротьба, до 130 кг | Бронза |
| Турнір Олександра Медведя 1995     | Казахстан | вільна боротьба, до 130 кг | Срібло |
| Гран-прі Німеччини з боротьби 1996 | Казахстан | вільна боротьба, до 130 кг | 8      |
| Гран-прі Німеччини з боротьби 1998 | Німеччина | вільна боротьба, до 130 кг | Бронза |
| Гран-прі Німеччини з боротьби 2001 | Казахстан | вільна боротьба, до 130 кг | 9      |